# Contea di Piacenza
La contea di Piacenza fu una contea (in latino: comitatus) del Regnum Italicorum. Il suo centro fu la città antica e la murata di Piacenza (Latina Placentia), alla confluenza del Trebbia e del Po, poco distante dalla capitale reale di Pavia. Gran parte della contea era dominata dagli Appennini. Essa corrispondeva all'incirca alla moderna provincia di Piacenza, nella parte di bassa pianura fino al Po, nella parte bassa delle valli del Tidone, Luretta, Trebbia, Nure, nelle valli del Riglio, Chero, Chiavenna e Arda fino al Po e nelle valli dell'Ongina, Stirone, Pessola, Mozzola, Cenedola, bassa val Ceno, Taro e Gotra; ad esclusione del confinante territorio di Bobbio, ma le cui proprietà feudali si inserivano anche in quella piacentina oltre che in altre.

## Storia
I Franchi conquistarono il regno dei Longobardi in Italia nel 774. Il primo re dei Franchi, Carlo Magno, instaurò le contee in Italia sul modello dei Franchi. Il primo conte registrato di Piacenza e l'unica nota dal regno di Carlo Magno, è stato nominato Aroinus.
Il 3 giugno 870, Ludovico II concesse alla regina Engelberga il monastero di San Pietro nella contea di Piacenza insieme a sette manieri per sostenere il convento di San Sisto, che aveva da poco fondato all'interno delle mura di Piacenza. Nell'874 Ludovico  estese il suo controllo dell'acquedotto di sistema nella contea, nonché il diritto di alcuni materiali da costruzione e di un canale.

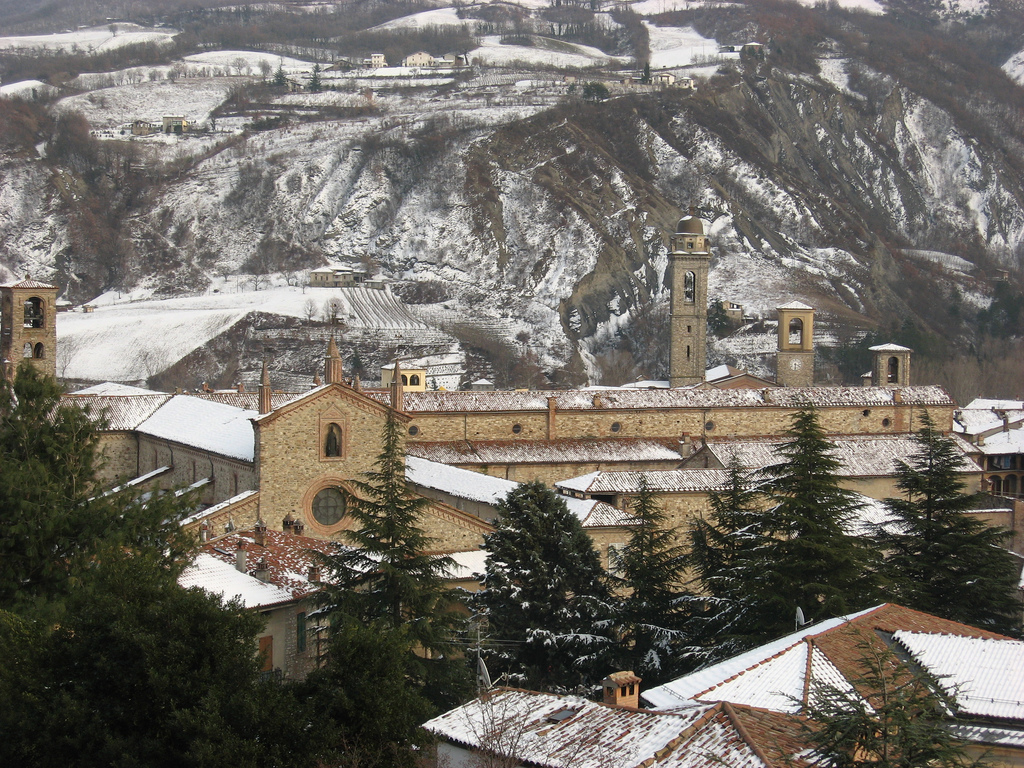
Abbazia di Bobbio

L'abbazia di Bobbio si trovava all'interno della contea di Piacenza e alcuni suoi abati erano spesso in conflitto con i conti. Nel 929, un grande processo si svolse a Pavia a diversi nobili piacentini accusati di usurpare le terre di Bobbio. Il conte Raginerio e suo fratello vescovo Guido, sono stati tra questi, così come il futuro conte, Gandolfo.
Intorno all'anno 1000, il più ricco possessore terriero nella contea era il figlio di Gandolfo, Bosone, che ebbe diciotto beni, la maggior parte costituita da castelli, nella parte occidentale della contea, dagli Appennini al Po. La sua sede era a Nibbiano.
Verso il 1065, il vescovo di Piacenza, un nobile locale di nome Dionigi, era diventato conte. Durante la lotta per le investiture e le riforme papali, sostenne l'imperatore Enrico IV contro papa Gregorio VII, che ebbe il sostegno dei locali Patarini. Nel 1075, Gregorio depose Dionigi. L'ultimo riferimento ad un conte di Piacenza è del 1078. Al più tardi nel 1095, venne creato un autonomo comune con il supporto papale e in alleanza con Milano.

## Elenco dei conti
Le date indicate sono quelle per le quali sono noti i conti e non sono necessariamente l'inizio e la fine di una contea. Tali date esatte sono spesso sconosciute. La numerazione dei conti spesso riflette una numerazione della famiglia, cioè, non indica il loro numero tra i conti di Piacenza con lo stesso nome, ma piuttosto il loro numero tra i loro membri della famiglia aristocratica con lo stesso nome.
- Aroinus (799)
- Aimone (800)ca
- Amandus (prima 832)
- Vifredo I (843 - 870)
- Tado, (869)
- Sigerad (870-879)ca
- Ramberto (prima 872, possibilmente prima 843)
- Richard (conte) (876 - 879)
- Adalgiso II (880 - 890)
- Ildeger (890)
- Sigifredo (892 - 904)
- Vifredo II (911 - 922)
- Raginerio (929)
- Gandolfo (930 - 931), fu anche marchese
- Riprando I (962 - 976)
- Lanfranco I (999 - 1009)
- Ugo (1012? - ? 1017)
- Lanfranco II (1017 - 1021)
- Adalberto I (1028 - 1033)
- Adalberto II (1049)
- Riprando II (1049)
- Rainaldo (1055)
- Dionigi (1065 - 1075), fu anche vescovo
- Vifredo III (1078)